# Forte de São Sebastião da Horta

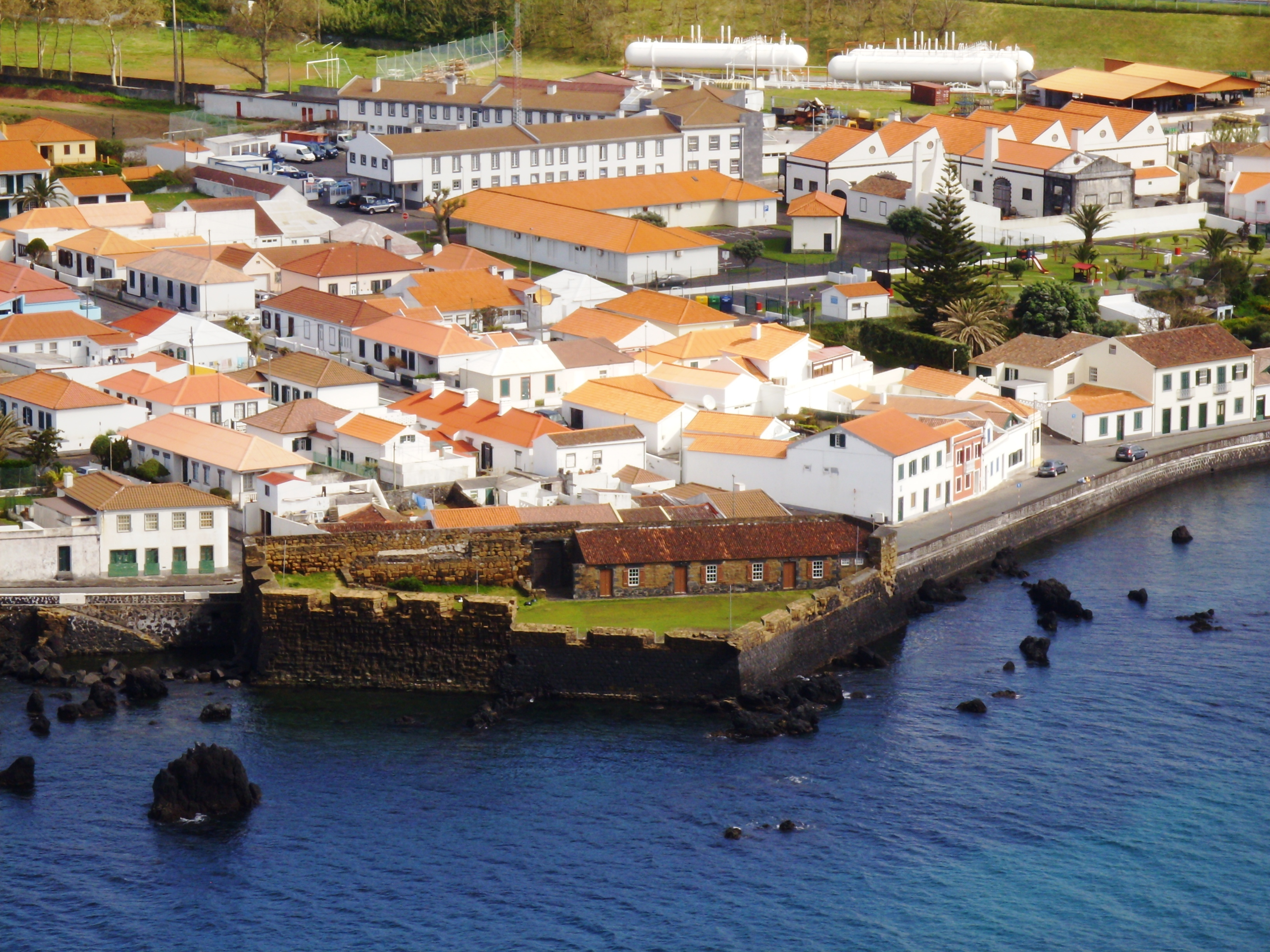
Forte de São Sebastião da Horta.

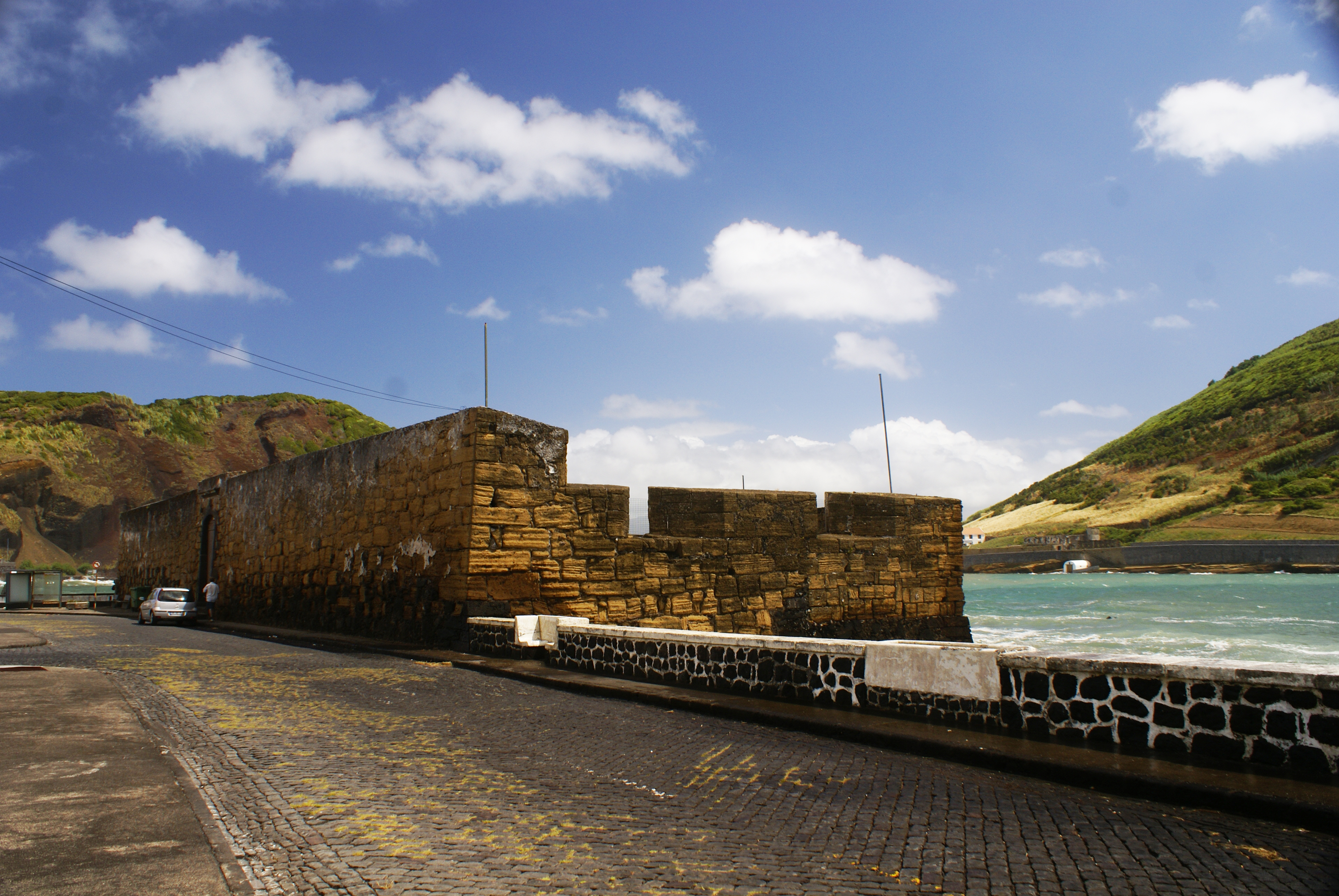
Forte de São Sebastião.

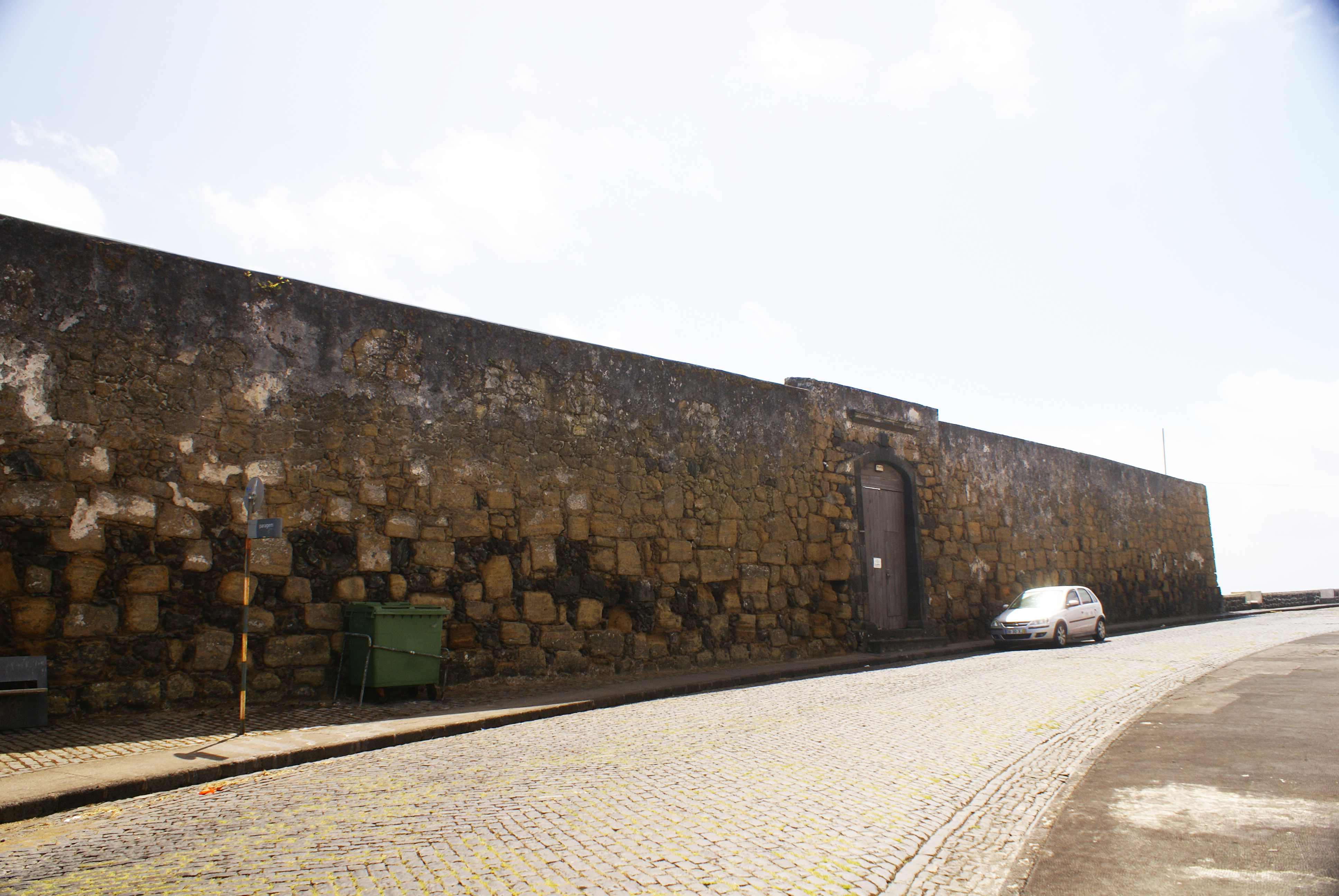
Forte de São Sebastião.

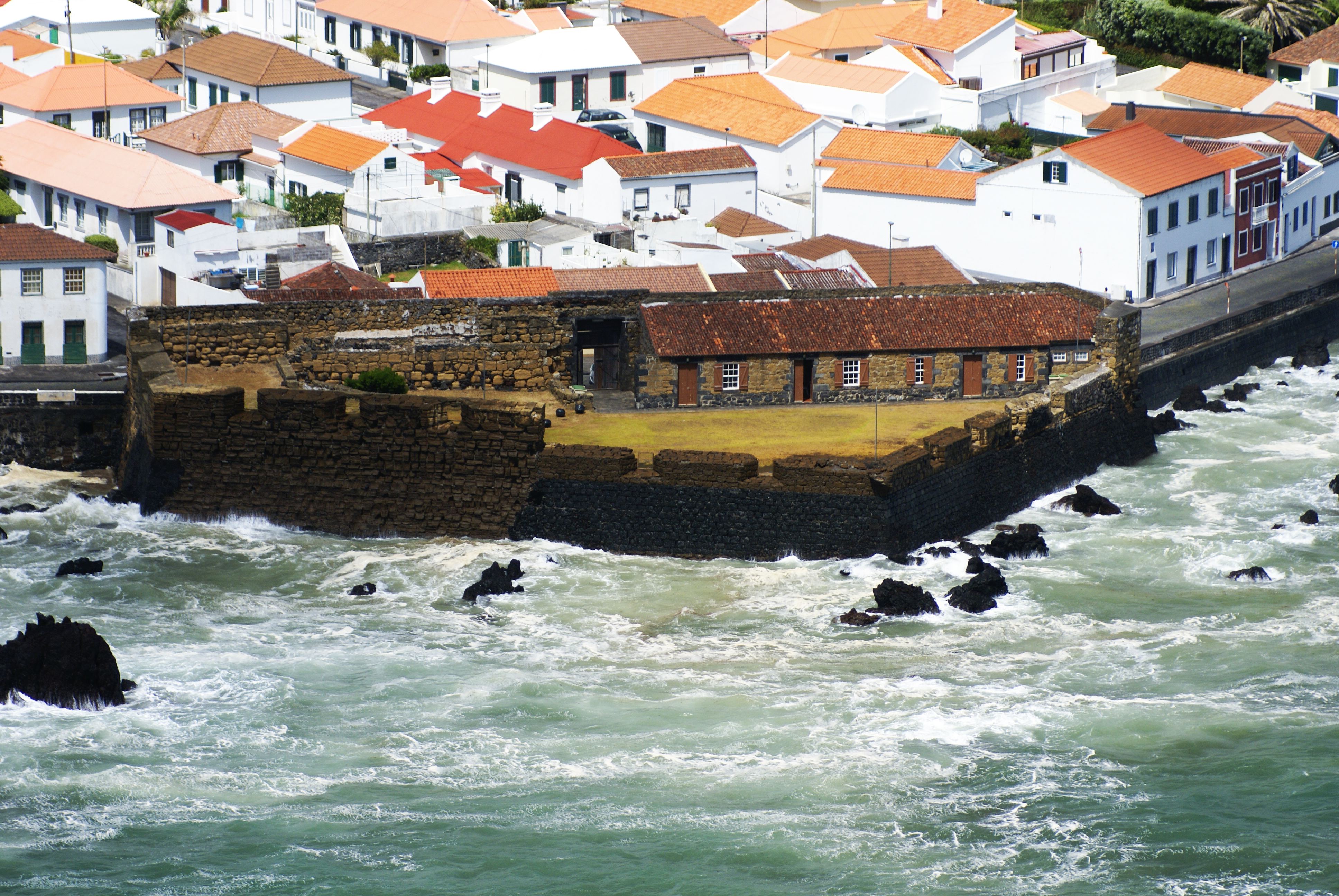
Forte de São Sebastião visto do Monte da Guia em dia de tempestade.

O Forte de São Sebastião, referido até ao século XIX como Forte da Cruz dos Mortos, localiza-se na freguesia das Angústias, cidade e concelho da Horta, na ilha do Faial, nos Açores.
Integrante do complexo de fortificações da Baía de Porto Pim, ergue-se em posição dominante sobre um esporão rochoso, banhado em três faces pelas águas da baía de Porto Pim, cujo ancoradouro defendia com fogos de oeste e sudoeste; a face voltada a leste cruzava fogos com o Forte de Porto Pim.

## História
A sua construção deverá remontar ao início do século XVII, no contexto da Dinastia Filipina.
Acredita-se que seja a estrutura referida como "O Forte de Nossa Senhora das Angustias." na relação "Fortificações nos Açores existentes em 1710", no contexto da Guerra da Sucessão Espanhola (1702-1714).
Encontra-se identificada na "Planta das fortificações e baías na ilha do Faial", de autoria do sargento-mor do Real Corpo de Engenheiros, José Rodrigo de Almeida (1804).
A "Relação" do marechal de campo Barão de Bastos em 1862 informa que "Está algum tanto arruinado; já se procedeo ao orçamento respectivo para a sua reparação" e observa, com relação às estruturas da ilha:
"Devem ser conservados, por que defendem o porto da cidade da Horta, dando-lhe a conveniente importancia, mas seria util fazer-lhes as reparações de que carecem, e artilha-los convenientemente; pois quazi toda a artilharia e reparos se achão incapazes de serviço."
As suas dependências abrigaram o destacamento de militares reformados da ilha, removido na segunda metade do século XIX das dependências do Forte do Bom Jesus (sobre o areal próximo à foz da ribeira da Conceição, de que já não restam vestígios), as quais foram cedidas para prisão da cidade da Horta, função esta também desempenhada pelo Forte de São Sebastião.
Encontra-se classificado como Imóvel de Interesse Público pelo Decreto Regulamentar Regional n.º 13/84/A, de 31 de março e n.º 4 do artigo 58.º do Decreto Legislativo Regional n.º 29/2004/A, de 24 de agosto.
Desde agosto de 2005, nas dependências do forte, sob a responsabilidade da Câmara Municipal da Horta, funciona a Ecoteca do Faial, subordinada à Secretaria Regional do Ambiente e do Mar. A Ecoteca, por sua vez, desde 1 de janeiro de 2007, vem sendo gerida pelo Observatório do Mar dos Açores (OMA), associação técnica, científica e cultural, sem fins lucrativos, criada em 2002 por elementos ligados ao Departamento de Oceanografia e Pescas da Universidade dos Açores.

## Características
O forte apresenta planta com o formato de uma luneta irregular, ocupando uma área de treze ares. Possuía função defensiva unicamente marítima, uma vez que podia ser facilmente batido de terra a partir do Monte da Guia, do outro lado da baía, e pelas elevações vizinhas, que lhe eram padrastos.
Em seus muros abrem-se onze canhoneiras. A muralha da face voltada a norte ergue-se a cinco metros de altura; a muralha a leste a 4,2 metros na preamar, mesma altura das duas canhoneiras contíguas voltadas a sudoeste, apropriada ao tiro rasante. As demais canhoneiras, voltadas a sudoeste e a oeste, erguem-se a 5,6 metros, acedidas por rampas.
Em seu terrapleno ergue-se uma edificação de planta retangular, de um pavimento, com cobertura de três águas em telha de meia-cana, onde se primitivamente existiam as dependências de serviço: Casa de Comando e Quartel de Tropa, Paiol de Pólvora, Casa da Palamenta, cozinha e latrinas.
No lado voltado para a rua do Pasteleiro abre-se o Portão de Armas, rematado em arco abatido.
O seu sistema defensivo era complementado por uma linha contínua de trincheiras sobre a rocha, que se estendiam para leste e oeste, esta terminando numa bateria ou vigia há muito desaparecida, substituída atualmente em parte por muros de guarda feitos pelo Departamento das Obras Públicas.